# Sloveniens damlandslag i ishockey
Sloveniens damlandslag i ishockey representerar Slovenien i ishockey på damsidan och kontrolleras av det slovenska ishockeyförbundet. 2011 fanns 88 registrerade kvinnliga ishockeyspelare i Slovenien.

## Historik
Laget spelade sin första match den 20 mars 2001, då man förlorade mot Storbritannien med 0-12 i Maribor under en kvalmatch till världsmästerskapets B-turnering.

### Fotnoter
1. ↑  IIHF, http://www.iihf.com/iihf-home/countries/slovenia.html
2. ↑  ”National Teams of Ice Hockey”. Arkiverad från originalet den 4 mars 2016. https://web.archive.org/web/20160304114507/http://www.nationalteamsoficehockey.com/uploads/Slovenia_Women_All_Time_Results.pdf. Läst 28 augusti 2011.